# Vredesconferentie van Parijs (1919)

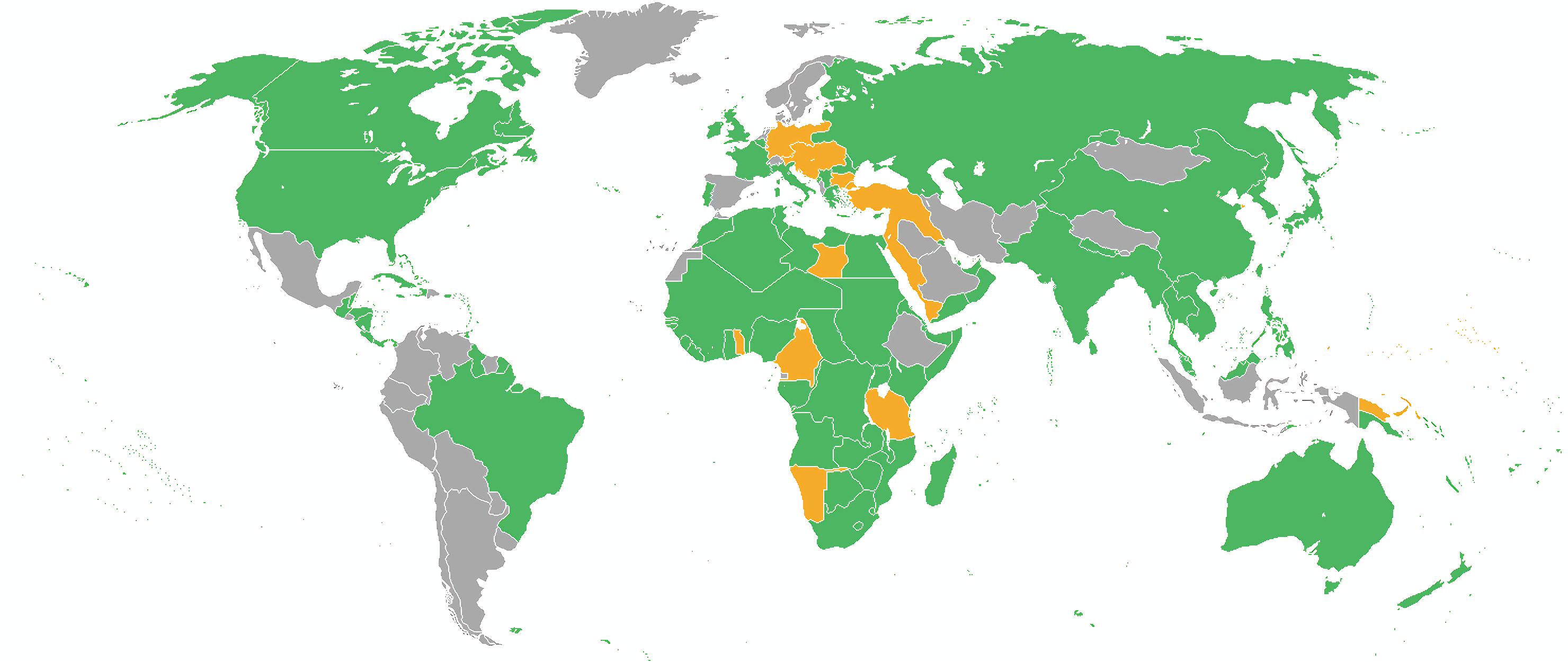
Kaart van de wereld met de deelnemers aan WOI. De geallieerden zijn groen gekleurd, de centrale mogendheden oranje en de neutrale landen in het grijs

De Vredesconferentie van Parijs van 1919 was een conferentie die georganiseerd werd door de winnaars van de Eerste Wereldoorlog om de vredesverdragen tussen de geallieerden en de verslagen centrale mogendheden. De conferentie startte formeel op 18 januari 1919, de verjaardag van het Duitse Keizerrijk dat aldaar werd uitgeroepen in 1871, en duurde tot 21 januari 1920 met enkele onderbrekingen.

## Deelnemende landen
- Canada
- Frankrijk
- Verenigd Koninkrijk
- Verenigde Staten
- Italië
- Japan
- België
- Brazilië

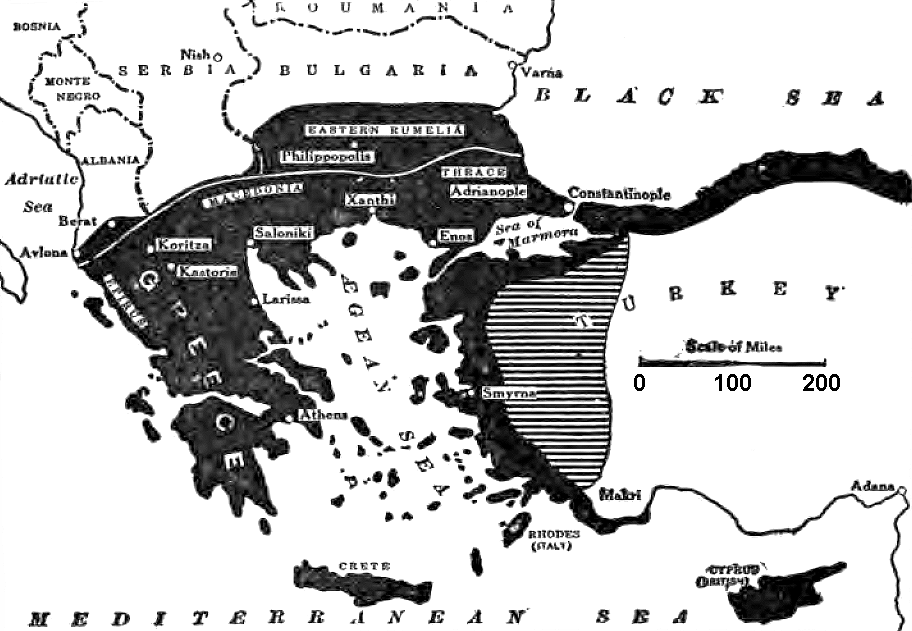
Vredesconferentie, Griekse en Franse voorstellen

- Dominions van het Britse Rijk (Canada, Australië, Unie van Zuid-Afrika, Nieuw-Zeeland, Newfoundland)
- Griekenland
- Guatemala
- Haïti
- Hedjaz
- Honduras
- Republiek China
- Cuba
- Joegoslavië
- Liberia
- Nicaragua
- Panama
- Polen
- Portugal
- Oekraïne
- Roemenië
- Siam
- Tsjecho-Slowakije

## Overzicht

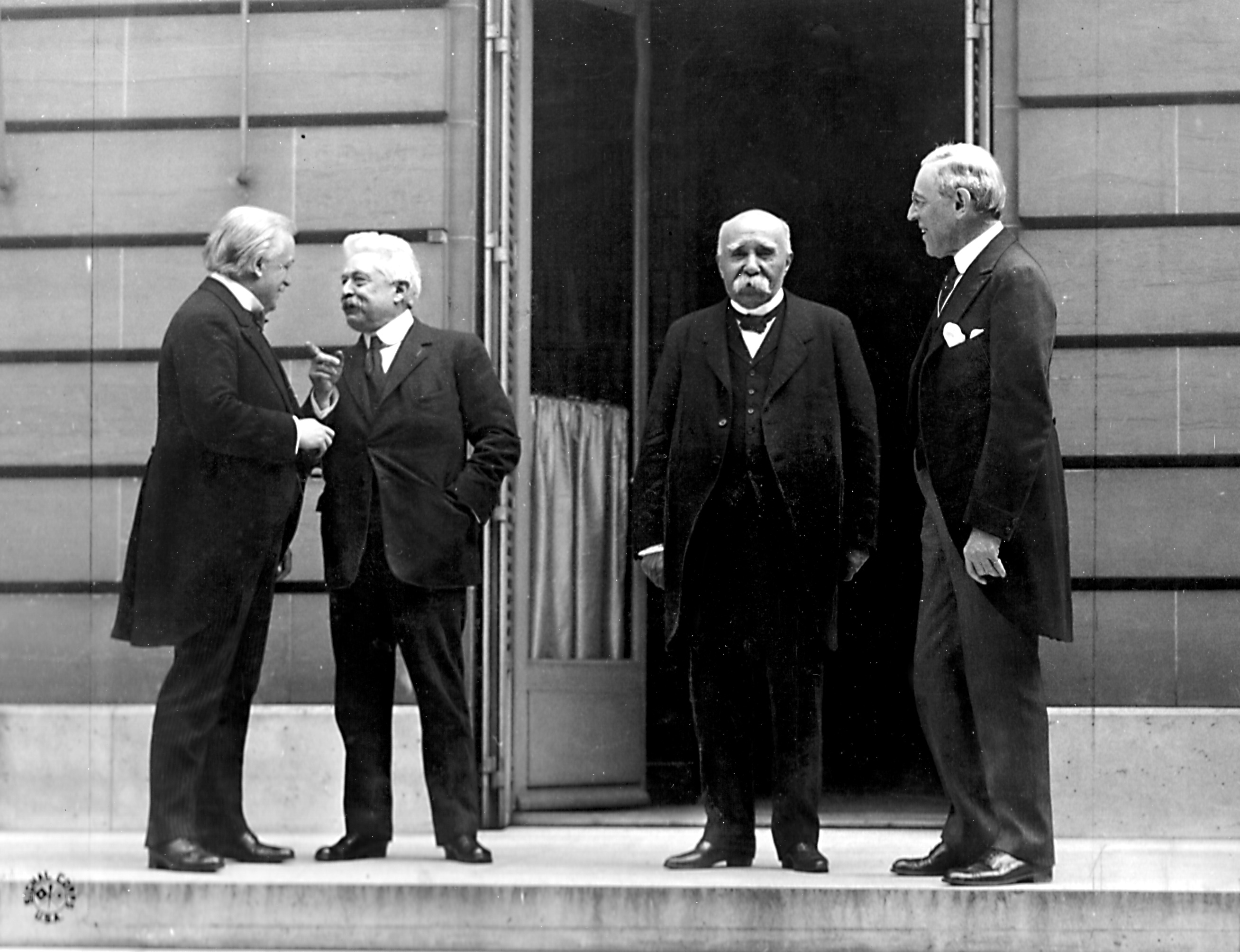
"De Grote Vier" tijdens de Vredesconferentie (van links naar rechts, Lloyd George, Vittorio Emanuele Orlando, Georges Clemenceau, Woodrow Wilson)

De volgende verdragen werden voorbereid op de vredesconferentie. (de betreffende landen waren afwezig)
- Duitse Keizerrijk (Weimarrepubliek) (Verdrag van Versailles, 28 juni 1919),
- Oostenrijk (Verdrag van Saint-Germain, 10 september 1919),
- Bulgarije (Verdrag van Neuilly, 27 november 1919),
- Hongarije (Verdrag van Trianon, 4 juni 1920),
- Het Ottomaanse Rijk (Verdrag van Sèvres, 10 augustus 1920; dat herzien werd in de Vrede van Lausanne, 24 juli 1923).

Er werd ook gesproken over een Joodse staat in Palestina. De herverdeling van de wereldkaart zorgde voor conflicten die uiteindelijk zouden leiden tot de Tweede Wereldoorlog. Tijdens de conferentie werd ook beslist om de Volkenbond op te richten.
De 'Grote Vier' (Georges Clemenceau, Eerste Minister van Frankrijk; David Lloyd George, Eerste Minister van Groot-Brittannië; Woodrow Wilson, President van de Verenigde Staten; en Vittorio Emanuele Orlando, Eerste Minister van Italië) waren de dominante diplomatieke figuren op de conferentie.

## Opstelling van deelnemende landen

### Britse benadering
Groot-Brittannië ging de conferentie in met meerdere doelen. In orde van belangrijkheid waren dit: de veiligheid van Frankrijk waarborgen; de dreiging van een sterke Duitse vloot afwenden; de beëindiging van verschillende territoriale conflicten en de vorming van een Volkenbond.

#### Dominions
Groot-Brittannië ging met enige tegenzin akkoord aan de individuele deelname van de verschillende dominions, te weten Canada, Australië, Unie van Zuid-Afrika, Nieuw-Zeeland en Newfoundland. De Verenigde Staten waren aanvankelijk ook niet voor, omdat ze vreesden dat de Britten daardoor meer stemmen zouden krijgen. De Canadese premier Robert Borden stelde dat er bijna zestigduizend Canadezen op de Europese slagvelden waren omgekomen, tienduizend man meer dan de Amerikaanse verliezen, en dat Canada daardoor recht had op een vertegenwoordiging aan de onderhandelingstafel. Uiteindelijk haalde de Britse premier Lloyd George de Amerikaanse president Wilson over om de dominions een plek aan tafel te geven.
De dominions zette vooral in op de uitbreiding van hun grondgebied met de voormalige Duitse koloniën. Australië wilde Nieuw-Guinea, Nieuw-Zeeland wilde Samoa en Zuid-Afrika wilde Zuidwest-Afrika, het moderne Namibië. President Wilson wilde juist dat de Duitse koloniën onder het mandaat van de Volkenbond zouden komen totdat ze klaar waren voor zelfstandigheid. Llyod George steunde zijn dominions. Hij kwam met een plan waarin en uiteindelijke stemde ook de Verenigde Staten, zij het met veel tegenzin, in met het voorstel waarin de voormalige Duitse koloniën mandaatgebieden werden van de Volkenbond, maar dat het bestuur wel zou liggen bij dichtstbijliggende landen. In dit geval betekende dit dat Australië, Nieuw-Zeeland en Zuid-Afrika alle drie op hun wenken bediend werden.
Het Japanse voorstel voor de opname van een passage over rassengelijkheid in de Handvest van de Volkenbond was niet meteen in tegenspraak met de Britse doelen. Groot-Brittannië wees de passage echter toch af om Australië tevreden te houden. Dit land vreesde dat dit gevolgen zou hebben voor het eigen binnenlandse beleid. Australië wilde namelijk de massale instroom van Aziaten voorkomen.

#### Ierland
Aan de tafel was geen ruimte voor de nieuw uitgeroepen Republiek Ierland. De Britse bondgenoten, Frankrijk voorop, waren er niet happig op om de Ierse staat te erkennen, vooral vanwege de Ierse tegenwerking toen de Britten de dienstplicht tijdens de oorlog wilden invoeren.

### Amerikaanse benadering
President Woodrow Wilson was de eerste zittende president die Europa bezocht. Op 8 januari 1918 had Wilson een aantal voorstellen gedaan, de zogeheten Veertien Punten, in een rede voor het Amerikaans Congres, waarvan hij vond dat deze na de oorlog ingevoerd moesten worden. De Veertien Punten waren door Wilson opgesteld zonder overleg met de geallieerde bondgenoten en zij voelden zich er dan ook niet aan gebonden. De Verenigde Staten streefden wereldwijd democratie, soevereiniteit en zelfbeschikking voor de verschillende landen en bevolkingsgroepen na, terwijl Groot-Brittannië en Frankrijk wilden vasthouden aan de opgebouwde macht in hun koloniën. Onder druk van Wilson vormden de Veertien Punten de basis voor de vredesconferentie van Parijs, maar er werd uiteindelijk op veel gebieden van afgeweken. Groot-Brittannië was tegen de vrijheid op zee. Frankrijk eiste herstelbetalingen voor de opgelopen schade − waar in de Veertien Punten niet over werd gesproken − en de annexatie van Saarland. Italië wilde meer grondgebied dan wat het volgens de Veertien Punten kon krijgen. Duitsland van zijn kant zag er na zijn mislukt offensief van het voorjaar van 1918 een manier in om de oorlog zonder al te veel nadeel te beëindigen. Het vroeg in oktober van dat jaar een wapenstilstand op basis van de Veertien Punten, maar de uiteindelijke wapenstilstand van 11 november 1918 kwam neer op een verkapte capitulatie. Amerika was het ook niet eens dat Duitsland in artikel 231 de schuld kreeg van de uitbraak van de oorlog.
Om de Verenigde Staten tegemoet te komen stemden Frankrijk en Groot-Brittannië in met de vestiging van de Volkenbond, maar na de oorlog koos Amerika voor een isolationistische politiek. Zij werd geen lid van de Volkenbond en ratificeerde het Verdrag van Versailles ook niet. Onder president Warren Harding sloot de VS in 1921 aparte vredesverdragen met Duitsland, Hongarije en Oostenrijk.

### Franse benadering
Frankrijk onder leiding van premier Georges Clemenceau was eropuit om Duitsland militair, strategisch en economisch te decimeren. Clemenceau vond dat Duitsland nooit meer in staat moest zijn om Frankrijk aan te vallen. Hij stond sceptisch ten opzichte van het Veertien Punten-plan van president Wilson. Frankrijk gaf de Amerikaanse president echter gelijk op een paar punten, omdat Wilson een bondgenootschap wilde aangaan met de Fransen. Wilson legde bij terugkeer in de Verenigde Staten dit verdrag nooit ter ratificatie voor aan de Senaat, dus het trad ook nooit in werking.
Tegelijkertijd zochten de Fransen in het geheim toenadering tot Duitsland. Zij wilden de territoriale en economische clausules in het Verdrag van Versailles verlichten en op die manier de basis leggen voor een hechte samenwerking die tegenwicht kon bieden tegen de Engelsen en Amerikanen. De Duitsers wezen het aanbod echter af omdat zij de Fransen niet vertrouwen. Bovendien verwachtte de Duitse minister van Buitenlandse Zaken Ulrich von Brockdorff-Rantzau dat de Verenigde Staten aan Duitsland opgelegde termen in het uiteindelijke verdrag wel zou verlichten.

### Italiaanse benadering
Italië bleef ondanks een bondgenootschap met Duitsland en Oostenrijk-Hongarije na de uitbraak van de oorlog neutraal. In 1915 voegde zij zich bij de geallieerden. Italië kon de verleiding niet weerstaan van de grote beloften die haar gedaan werd: uitbreiding van het grondgebied met de stad Triëst, het schiereiland Istrië, delen van Tirol, grote stukken van de Dalmatische kustlijn, een protectoraat in Albanië en eventueel koloniën in Azië en Afrika.
De Italiaanse premier Vittorio Emanuele Orlando probeerde daarom al deze beloften vastgelegd te krijgen in het verdrag. Zijn land had zware offers gebracht tijdens, namelijk 700.000 doden en een schuld van 12 miljard lires. Orlando werd in de onderhandelingen echter geremd door zijn slechte Engels. De "grote vier" boden Italië slechts de steden Trentino, Triëst en de Dalmatische havenstad Zara. In Italië was er teleurstelling over de uitkomst van de conferentie. Die uitkomst zou vervolgens de weg banen voor de opkomst voor het fascistische regime van Benito Mussolini.

### Griekse benadering
De Griekse delegatie werd geleid door premier Eleftherios Venizelos. Als liberaal politicus stond hij helemaal achter het Veertien Puntenplan van de Amerikaanse president Wilson en de voorstellen voor de vorming van een Volkenbond. In het Verdrag kreeg Griekenland (grote delen van) Thracië, Anatolië, Noord-Epirus en de eilanden Imbros en Tenedos toegewezen. Veel van dit grondgebied ging weer verloren aan Turkije en Albanië tijdens de Grieks-Turkse Oorlog een paar jaar later.
Met Italië kwam het tot een akkoord over de overdracht van de Dodekanesos-eilanden, met uitzondering van Rhodos. Dat bleef in Italiaanse handen.

### Chinese benadering
Lou Tseng-Tsiang leidde de Chinese delegatie. Hij werd vergezeld door Wellington Koo en Cao Rulin. China eiste teruggave van de stad Shandong, die voor de oorlog in bezit van de Duitsers was. In plaats daarvan kreeg aartsvijand Japan de stad toegewezen. Andere eisen dat aan de westerse landen dat alle imperialistische instellingen en maatregelen in China zouden worden beëindigd, zoals kolonies, douanecontroles, ambassades en pachten, hadden ook weinig uitwerking. .Dit leidde tot een massale protestbeweging in China onder de bevolking. Zij eisten dat de Chinese delegatie het Verdrag niet zouden ondertekenen. Zodoende was China het enige land dat tijdens de slotceremonie van de Parijse Vredesconferentie weigerde haar handtekening te zetten onder het verdrag. De Verenigde Staten tekenden wel, maar de Amerikaanse Senaat zou later het verdrag niet ratificeren.

### Japanse benadering
Japan stuurde een grote delegatie met oud-premier Saionji Kimochi aan het hoofd. Japan had weinig belangen aangaande het Europees grondgebied. In plaats daarvan had zij twee eisen: de opname van een passage over rassengelijkheid in de handleiding van de Volkenbond en de toewijzing van de Duitse koloniën in Azië ten noorden van de evenaar aan Japan. Concreet ging het om de stad Shandong, de Marshalleilanden, Micronesia, de Marianen en de Carolinen.
Het voorstel voor de passage over rassengelijkheid behaalde een meerderheid bij de beslissende stemming, maar Groot-Brittannië en Australië waren tegen. Daardoor werd het betreffende voorstel niet aangenomen, omdat er een unanieme instemming nodig was. Met name Australië was tegen, omdat de passage strijdig was met haar eigen binnenlandse beleid om zoveel mogelijk Aziaten buiten de deur te houden. Voor Japan was het een bittere pil om te slikken en het leidde tot vervreemding van het westen en een nationalistischere politiek. De geclaimde grondgebieden kreeg Japan wel toegewezen (het Zuid-Pacifisch Mandaatgebied).